# کی‌ام پلیر
کی‌ام پلیر (به انگلیسی: K-Multimedia Player) نرم‌افزاری ساخت کشور کره برای پخش صوت و تصویر در مایکروسافت ویندوز می‌باشد که به وسلیه آن می‌توان فرمت‌های مختلف را اجرا و پخش نمود. کی‌ام پلیر نرم‌افزار پر استفاده‌ای در بین کاربران است. از دیگر کاربردهای این نرم‌افزار پخش آسان زیرنویس برای فیلم‌ها است.

## امکانات
برنامه The KMPlayer یک پخش‌کننده همه منظوره‌است که فرمتهای وسیعی را پوشش می‌دهد از جمله می‌توان از VCD، DVD، AVI، MKV، Ogg Theora، OGM، 3GP، MPEG-1/2/4، WMV، RealMedia و QuickTime و غیره را نام برد. همچنین از فرمت‌های مختلف زیرنویس نیز پشتیبانی می‌کند و امکان ضبط کردن عکس، صدا و تصویر از فایل در حال پخش را در اختیار شما قرار می‌دهد.
پخش‌کننده هم فیلترهای داخلی و هم خارجی را به همراه کنترل کامل بر روی نحوه اتصال به سایر قسمت‌کننده ها(Splitters)، دیکودرها(Decoders)، فیلترهای تبدیل صدا و تصویر(audio/video transform filters) و رندرکننده ها(Renderers) بدون دخالت Directshow ارائه می‌دهد. فیلترهای داخلی بر روی سیستم ثبت نمی‌شوند تا با فیلترهای سیستم تداخل پیدا نکنند.
The KMPlayer تقریباً شامل تمام دیکودرهای ضروری برای پخش فایل‌هاست. علاوه بر این برای عبور از محدودیت دیکودرهای داخلی، دیکودرهای خارجی مثل دیکودرهای تجاری h.264 یا دیکودرهای صدای Cyberlink/intervideo نیز قابل استفاده هستند، بنابراین KMP با توجه به خواست کاربر تنظیم می‌شود. گرچه KMP براساس ساختار directshow استوار است اما Winamp، Realmedia و Quicktimeرا با منطق داخلی پشتیبانی می‌کند؛ بنابراین در قسمت تنظیمات برنامه می‌توانید اولویت هرکدام را تعیین کنید.
به‌طور خلاصه پخش‌کننده ساختار پیچیده و محکمی برای ارتباط بین فیلترهای مختلف directshow و افزونه‌های ورودی و پردازش سیگنال دیجیتال (DSP) Winamp و فیلترهای داخلی را ارائه می‌دهد. متمایزترین ویژگی این پخش‌کننده کنترل کامل بر روی ارتباط فیلترها برای جلوگیری از تداخل و پخش ناموفق است.
پخش‌کننده شامل افکتهای متعدد صدا و تصویر، قابلیت افزایش یا کاهش سرعت پخش، انتخاب قسمتی از فیلم به عنوان قسمت مورد علاقه، تکرار قسمت دلخواه(A-B Repeat)، کنترل روی صفحه، تغییر پویای پوسته با توجه به نوع فایل و بسیاری قابلیتهای دیگر است. با توجه به پوسته‌های متعدد و رنگها زیبا محیطی کاملاً متفاوت را ارائه می‌دهد.

## فایل‌های پشتیبانی شده
- فایل‌ها و دستگاه‌های بشتیبانی شده
- فایل‌های ناتمام یا خراب AVI (پرش از فریمهای خراب)
- فایل‌های قفل شده در هنگام دانلود یا اشتراک گذاشتن (با نمایه‌گذاری هم‌زمان تحت شرایط خاص: دانلود متوالی فایل AVI)
- فایل‌های دریافتی از طریق HTTP (ASF/OGG/MP3/AAC/MPEG PS/MPEG TS: فقط با قسمت‌کننده‌های KMP)
- پخش Directshow (avi, mkv, mov, mp4, 3gp, ogg theora, ogm, rmvb, mpeg1/2, vob, wmv, dvr-ms, http:// و غیره شامل تمام فرمتهای صوتی)
  - Async File Source (network) filter for memory caching
  - پشتیبانی از آلبوم صوتی فشرده (zip, rar)
  - Shoutcast (Including NSV), Icecast
  - پشتیبانی از DTS Wave، AC3, AAC, Ogg Vorbis, Monkey's Audio, Musepack, FLAC/Ogg FLAC, Modules (MOD, S3M, MTM, UMX, XM and IT), AMR, ALAC, WavPack, TTAو غیره
  - پشتیبانی ازNative (ansi/unicode) Cue Sheet
  - Google Video (GVI), Flash Video (FLV), Nullsoft Streaming Video (NSV), PMP
- موتور Real + Directshow(نیاز به Real player یا دیکودرهای آن دارد)
  - پشتیبانی از فایل‌های multirate real media (surestream clips) با قسمت‌کننده KMP RealMedia
  - تقریباً تمام فایل‌های Real Media پشتیبانی می‌شوند (directshow).
- موتور QuickTime + Directshow (نیاز به QuickTime Player یا دیکودرهای آن دارد)
  - پشتیبانی از MOV samples با قسمت‌کننده KMP mp4/mov (directshow)
    - MOV[H264/AVC1+AAC]، MOV[H264+AC3]
    - MOV[SVQ1+A-law]، MOV[SVQ1+IMA4]، MOV[SVQ1+PCM]
    - MOV[SVQ3+QDM2]، MOV[SVQ3+MP3]، MOV[SVQ3+IMA4]، MOV[SVQ3+QCLP]
    - MOV[MP4V+AAC]، MOV[MP4V+MP3]، MOV[MP4V+ALAC]، MOV[MP4V+PCM]
    - MOV[RLE+AAC]، MOV[MSVC+MP3]، MOV[MPNG+QDM2]، MOV[MPG1+MP2]
    - MOV[CVID+TWOS]، MOV[CVID+PCM]، MOV[MJPEG+PCM]، MOV[DVC+PCM]، MOV[H263+MU-law]، MOV[SMC/RPZA+PCM]

  - تقریباً تمام فایل‌های MP4 پشتیبانی می‌شوند (directshow).
- پشتیبانی از موتور Mplayer
- پشتیبانی از افزونه‌های ورودی Winamp (دیکودر)
- پخش DVD، پشتیبانی از ratDVD (نیاز به فیلترهای ratDVD دارد)
  - Audio CD (فقط 2000, XP, Vista, 7 / Win9x توسط افزونه Winamp پشتیبانی می‌شود)
  - Video CD/SVCD/XCD: CDXA Format(فقط 2000, XP, Vista, ۷)
  - فایل‌های VCD Image (BIN/ISO/IMG/NRG)؛ NRG نیاز به mplayer.dllدارد
- پشتیبانی از دستگاه‌های WDM نظیر TV/HDTV/Camera/Cam و غیره
- Adobe Flash (SWF)/FLC/FLI
- فرمتهای مختلف عکس نظیر png, gif و غیره

## کدکها و فیلترهای پشتیبانی شده
- دیکودرهای تصویری:DivX, XviD, Theora, WMV, MPEG-1, MPEG-2, MPEG-4, VP3, VP5, VP6, H263(+), H.264(AVC1), CYUY, ASV1/2, SVQ1/3, MSVIDC, Cinepak, MS MPEG4 V1/2/3, FFV1, VCR1, FLV1, MSRLE, QTRLE Huffyuv, Digital Video, Indeo3, MJPEG, MPNG SNOW, TSCC, Dirac, VC-1, RealVideo, SMC و غیره
- دیکودرهای صوتی: AC3, DTS, LPCM, MP2, MP3, Vorbis, AAC, WMA, ALAC, AMR, QDM2, FLAC, TTA, IMA ADPCM, QCELP, EVRC, RealAudioو غیره
  - بست صدای ۲ کاناله به چند کاناله
  - Stream Switcher: Internal Copy/Inplace, Gabest's, Morgan
- غیره
  - کنترل اولویت Media برای اتصال بین Directshow, Real, QT, Winampو Mplayer
  - مدیریت دلخواه فیلتر برای مسدود کردن یا استفاده اجباری از فیلترهای خارجی
  - مدیریت فیلترهای سیستم برای مدیریت (ثبت/لغو ثبت) فیلترهای خارجی

## زیرنویس
- فرمتهای زیرنویس پشتیبانی شده
  - پشتیبانی از زیرنویس با فرمت Unicode
  - Sami (smi): پشتیبانی از تگ Ruby و تقریباً تمام ویژگی‌های آن، USF (پشتیبانی از Ruby)
  - SubRipText(srt), MicroDVD(sub), SMIL/RealText(realmedia), MPL2
  - SAA, ASS: پشتیبانی از ویژگی‌های پیشرفته
  - Bitmap Sub/Idx(vosub)، زیرنویس داخلی در فایل‌های VOB، DVD و Transport Streams از کارت TV
  - Sasami 2K(S2k)
  - زیرنویس داخلی فایل‌های MKV, OGM, MP4, MOV, 3GP
- استفاده از موتور تبدیل متن به گفتار (Text to Speech) برای خواندن زیرنویس
- روش‌های نمایش زیرنویس:
  - نمایش به وسیلهٔ Overlay/VMR&D3D/روی صفحه
- روش‌های رندر کردن فونت:
  - فرمت استاندارد ویندوز (GDI)
  - خروجی Rasterizer (کیفیت بیشتر اما کمی‌کندتر)
- جلوه هاee

## افزونه‌ها
The KMPlayer از افزونه‌های ورودی، dsp/effect، رقص نور و افزونه‌های عمومی winamp2/5 پشتیبانی می‌کند. قبل از استفاده از این افزونه‌ها باید مسیر هر کدام را مشخص کرده و تنظیمات آن را انجام دهید.
- افزونه‌های Winamp: ورودی، DSP(Can Stack)، Visual(Can Stack)، افزونه‌های عمومی (مانند Media Library)
- افزونه‌های تصویری KMP توسط SDK (Can Stack)
- پشتیبانی از فیلتر Dscaler (Can Stack)